# Колесниково (Каракулинський район)
Коле́сниково (рос. Колесниково, удм. Колесниково) — село у складі Каракулинського району Удмуртії, Росія.
Населення — 405 осіб (2010; 492 у 2002).
Національний склад:
- росіяни — 90 %